# Red Sebastian
Red Sebastian (eigentlich: Seppe Herreman; * 13. Mai 1999 in Ostende) ist ein belgischer Sänger, der sein Heimatland beim Eurovision Song Contest 2025 in Basel vertrat.

## Leben
Im Jahr 2011 begann Herreman Gesangsunterricht an der örtlichen Musikschule in seiner Heimatstadt Ostende zu nehmen. Zwei Jahre später, im Alter von 14 Jahren, nahm er an der zweiten Staffel von Belgium’s Got Talent teil. Er hatte sich ohne das Wissen seiner Eltern angemeldet. Herremans schaffte es mit dem Song „Ain’t No Other Man“ der US-Sängerin Christina Aguilera ins Finale. Nach Abschluss seiner Sekundarschulausbildung studierte Herreman ab 2017 Gesang am Königlichen Konservatorium in Gent. Dort erhielt er unter anderem Unterricht beim flämischen Sänger Gustaph – dem belgischen ESC-Kandidaten aus dem Jahr 2023 – und der niederländischen Sängerin Ibernice MacBean. Seit seinem neunten Lebensjahr spielt Herreman außerdem Klavier.
2019 nahm Seppe Herreman seinen Künstlernamen Red Sebastian an. Es ist eine Hommage an den Disney-Zeichentrickfilm Arielle, die Meerjungfrau, in dem die Protagonistin Arielle eine rote Krabbe namens Sebastian als Freund hat.
Neben Auftritten vor kleinerem Publikum wie Hochzeiten und Geburtstagen unterrichtet Red Sebastian selbst Musik an Schulen in Brügge und Lokeren. 2021 veröffentlichte er seine erste Single, Embrace Me.
2025 nahm er für Belgien beim ESC teil. Mit Platz 14 im ersten Halbfinale konnte er sich jedoch nicht für das Finale qualifizieren.
Red Sebastian lebt offen homosexuell.

## Diskografie

### Alben
- 2021: You

### EPs
- 2023: Bedroom Secrets

### Singles
- 2021: Embrace Me
- 2021: Fading Away
- 2021: Keep Going Back to You
- 2021: Some Kinda Way
- 2021: You
- 2023: Letting Go
- 2023: Soft Suede
- 2023: Appetite
- 2024: In Your Eyes
- 2025: Strobe Lights
- 2025: Slay